# Isopyrazam
Isopyrazam is een fungicide. Het behoort tot de pyrazool- en amide-fungiciden. Het is een mengsel van twee syn- en twee anti-isomeren; zowel de syn- als de anti-isomeren zijn aanwezig als een racemisch mengsel van twee enantiomeren. De verhouding van de syn- tot de anti-isomeren ligt tussen 78 en 100%. Isopyrazam is een witachtige vaste stof, zeer weinig oplosbaar in water.
Het CAS-nummer van de syn-isomeren is 683777-13-1; dat van de anti-isomeren is 683777-14-2.

## Toepassing
Isopyrazam wordt gebruikt voor de bestrijding van diverse schimmelziekten op gerst, tarwe, haver, rogge en triticale, bijvoorbeeld de bladvlekkenziekte (Septoria tritici;  Rhynchosporium secalis; Ramularia), gele roest (Puccinia striiformis) en de netvlekkenziekte (Pyrenophora teres). Het is een inhibitor van het enzymcomplex succinaat-dehydrogenase. Het is een langdurig werkend fungicide. 
Isopyrazam werd ontwikkeld door Syngenta. Het is het actieve bestanddeel van het bestrijdingsmiddel Reflect en van de combinatiemiddelen Seguris (isopyrazam met epoxiconazool), Bontima en Cebara (beide isopyrazam met cyprodinil) en Symetra (isopyrazam met azoxystrobin).

## Regelgeving
De Europese Commissie heeft isopyrazam toegelaten als gewasbeschermingsmiddel; de goedkeuring ging in op 1 april 2013.
In België zijn de producten Bontima en Cebara toegelaten in de teelt van winter- en zomergerst.

## Toxicologie en veiligheid
Langdurige blootstelling aan isopyrazam veroorzaakte bij ratten lever- en baarmoederkanker, daarom wordt de stof als vermoedelijk kankerverwekkend beschouwd. Op basis van proeven op konijnen waarbij oogafwijkingen voorkwamen bij nakomelingen, wordt isopyrazam ook ingedeeld als mogelijk teratogeen.